# Manon Lescaut (film 1926)
Manon Lescaut è un film drammatico muto del 1926 diretto da Arthur Robison. È basato sul romanzo Storia del cavaliere Des Grieux e di Manon Lescaut (Histoire du chevalier Des Grieux et de Manon Lescaut, 1731) di Antoine François Prévost.

## Trama
La tragica storia d'amore tra un nobile francese che studia per il sacerdozio e una giovane donna perduta nella prostituzione.

## Produzione
Ispirato al romanzo Storia del cavaliere Des Grieux e di Manon Lescaut di Antoine François Prévost (1697-1763), pubblicato nel 1731.
Nel 1927 il film ebbe una versione americana intitolata When a Man Loves.

## Distribuzione
Il film venne distribuito in Germania dalla Universum Film AG il 12 febbraio 1926.
La prima americana avvenne a New York il 29 novembre 1926.